# Семергей, Леонид Васильевич
Леони́д Васи́льевич Семерге́й (родился 21 ноября 1946, Сталинград, РСФСР, СССР) — советский и российский партийный и политический деятель, сотрудник спецслужб СССР, административный работник; депутат Волгоградской областной Думы первого созыва и её председатель, член Совета Федерации по должности.

## Биография
Родился 21 ноября 1946 года в Сталинграде (с 1961 года — Волгоград). Русский.
В 1970 году окончил Волгоградский политехнический институт по специальности «автоматическое оборудование пусковых установок», а в 1985 году — Краснознаменный имени Ю.В. Андропова институт КГБ СССР по специальности «референт—международник».
Трудовую деятельность начал слесарем на заводе «Ахтуба» (Волгоград). Затем работал начальником цеха заводе в Хабаровске.
Позднее возвращается в Волгоград и начинает работу в партийных органах и спецслужбе. Занимал должность инспектора отдела по борьбе с хищениями социалистической собственности в Тракторозаводском районном отделе внутренних дел Волгограда.
C 1975 года работает в аппарате Тракторозаводского районного комитета КПСС; в 1980—1982 годах — в аппарате Волгоградского областного комитета КПСС.
В 1982—1991 годах — начальник Тракторозаводского районного управления КГБ.
С 1991 года — председатель исполкома Тракторозаводского районного Совета, затем — глава администрации Тракторозаводского района Волгограда.

## Депутат Волгоградской областной Думы
в декабре 1993 г. был избран депутатом,
Председатель Волгоградской областной Думы с 18 января 1994.

### Член Совета Федерации
Член Совета Федерации Федерального Собрания Российской Федерации от Волгоградской области с января 1996 по январь 1999, председатель Волгоградской областной Думы.
С января 1996 — член Комитета СФ по вопросам безопасности и обороны, с февраля 1996 — член Комиссии СФ по Регламенту и парламентским процедурам.

## Дальнейшая деятельность
член Совета движения "Наш дом — Россия" (1997), с февраля по июль 1997 г. был председателем Политического Совета Волгоградской региональной организации НДР; Член Политсовета НДР (с 19 апреля 1997).
Полномочный представитель Президента РФ в Волгоградской области с марта 1999 г.

## Семья
женат, имеет сына.